# Олег Ольжич (монета)
«Оле́г О́льжич» — ювілейна монета номіналом 2 гривні, випущена Національним банком України. Присвячена 100-річчю від дня народження поета, громадського діяча, археолога — Олега Ольжича (Кандиба Олег Олександрович). Під час Другої світової війни Олег Ольжич очолював націоналістичне підпілля та був одним з організаторів Української національної ради в Києві (1941). У 1944 році був заарештований гестаповцями і загинув у фашистському концтаборі.
Монету введено в обіг 26 червня 2007 року. Вона належить до серії «Видатні особистості України».

## Опис та характеристики монети
| Номінал грн. | Метал      | Маса, грам | Діаметр, мм. | Якість виготовлення       | Гурт     | Тираж, штук |
| ------------ | ---------- | ---------- | ------------ | ------------------------- | -------- | ----------- |
| 2            | нейзильбер | 12,8       | 31           | спеціальний анциркулейтед | рифлений | 35 000      |

### Аверс
На аверсі монети розміщено: на дзеркальному тлі угорі — малий Державний Герб України, під яким напис — «НАЦІОНАЛЬНИЙ/БАНК/ УКРАЇНИ», унизу праворуч номінал — «2/ГРИВНІ», рік карбування монети — «2007» (унизу), ліворуч зображено листок каштана, що впав на бруківку, і логотип Монетного двору Національного банку України.

### Реверс
На реверсі монети зображено портрет Олега Ольжича і розміщено написи: «1907/1944» (ліворуч) та «ОЛЕГ/ ОЛЬЖИЧ» (праворуч) від портрета.

## Автори

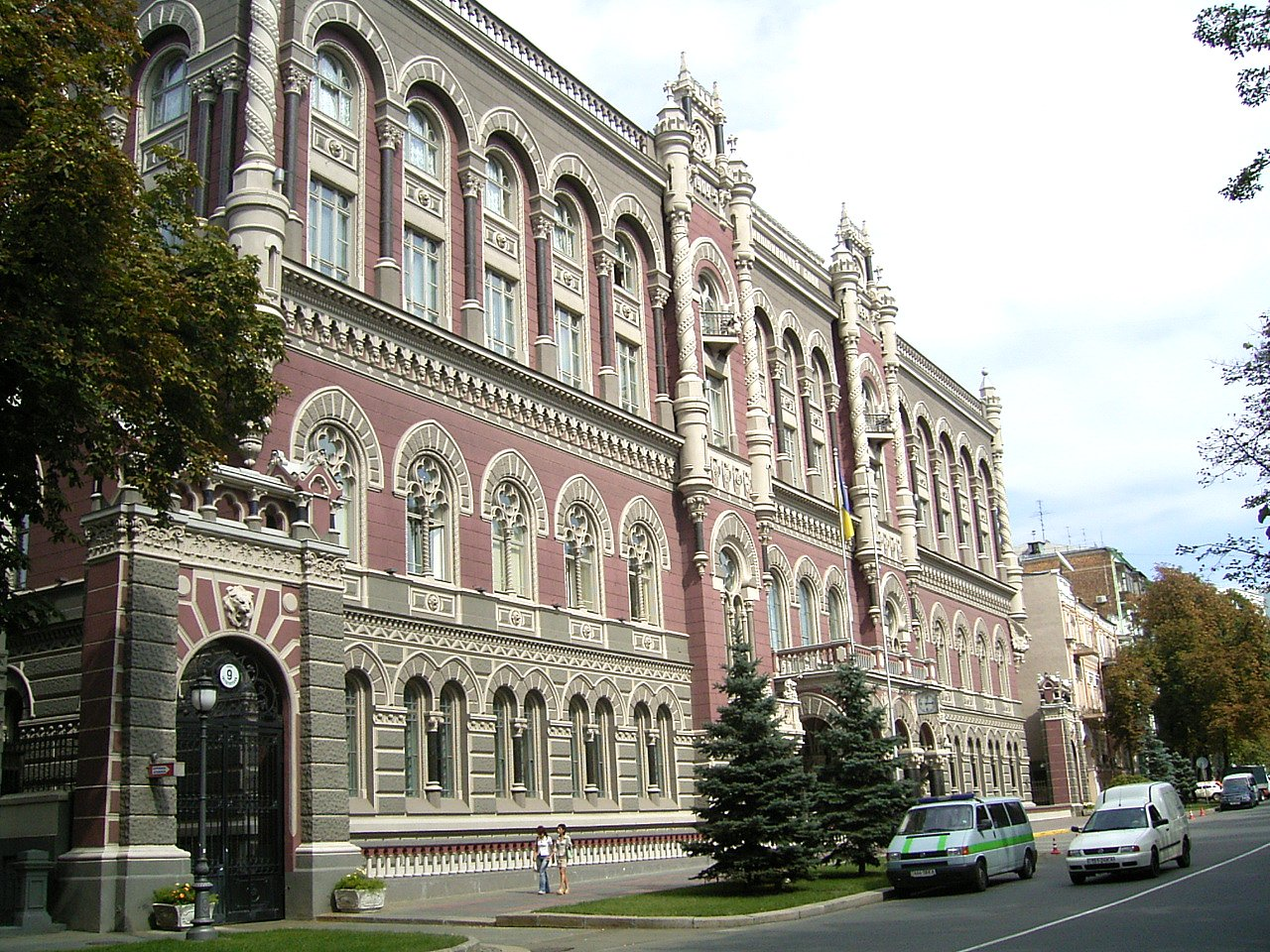
Будівля Національного банку України

- Художники: Дем'яненко Анатолій (аверс); Таран Володимир, Харук Олександр, Харук Сергій (реверс).
- Скульптор: Дем'яненко Володимир, Атаманчук Володимир.

## Вартість монети
Ціна монети — 15 гривень, була зазначена на сайті Національного банку України 2011 року.
Фактична приблизна вартість монети з роками змінювалася так:
| Рік        | 2010 | 2011 | 2012 | 2013 | 2014 | 2015 | 2016 | 2017 | 2018 | 2019 | 2020 | 2021 | 2022 | 2023 | 2024 | 2025 |
| ---------- | ---- | ---- | ---- | ---- | ---- | ---- | ---- | ---- | ---- | ---- | ---- | ---- | ---- | ---- | ---- | ---- |
| Ціна, грн. | 17   | 20   | 20   | 20   | 25   | 30   | 35   | 45   | 50   | 55   | 55   | 60   | 60   | 135  | 140  | 160  |